# والتر لاندین
والتر لاندین (انگلیسی: Walter Lundin؛ ‏ ۲۰ آوریل ۱۸۹۲ – ۲۱ ژوئن ۱۹۵۴) فیلم‌بردار اهل ایالات متحده آمریکا بود.

## گزیدهٔ فیلم‌شناسی
- ژنرال اسپنکی
- تنها پدرش
- رأی‌ها را بشمارید
- پول کاغذی
- هل نده
- رئیس بزرگ سرخپوستان
- باقی پولت را بشمار
- حکمران و پیروانش
- یک ماه عسل پرجنب‌وجوش
- آتش‌نشان فرزند مرا نجات بده
- گاسی دو لول
- لطفاً دلپذیر باش
- خانم‌ها وارد می‌شوند
- چاپ سویی اند کو
- یک عروسی بنزینی
- دوباره بزنش
- اطلاع محرمانه
- جوانک مهارنشدنی
- شماره تلفن، لطفاً؟
- پیاده شو و درستش کن
- ارتفاع و سرگیجه
- یک وسترن شرقی
- بلیس
- رینبو آیلند
- بانی اسکاتلند
- حرکت کن
- خجالتی
- دزدزده
- در کنار امواج غم‌زده دریا
- اسپیدی
- سربازان نیروی هوایی
- پاها به جلو
- به‌سوی غرب
- دختر کولی
- دیوانه سینما
- استقبال از خطر
- برادر کوچک
- محض رضای خدا
- هارولد لوید به دانشگاه می‌رود
- مخمصه
- خجالتی
- همسرم باش
- دردسر برادوی
- بزن به چاک
- ایمنی آخر از همه!
- دکتر جک
- یا همین حالا یا هیچ‌وقت
- مردی که دریانورد شد
- هرگز سست نشو
- در میان حاضران
- لاس
- همه سرنشینان
- پسر مامان‌بزرگ